# Liparis lingulata
Liparis lingulata är en orkidéart som beskrevs av Oakes Ames och Charles Schweinfurth. Liparis lingulata ingår i släktet gulyxnen, och familjen orkidéer. Inga underarter finns listade i Catalogue of Life.